# 대구용지초등학교
대구용지초등학교는 대한민국 대구광역시 수성구 지산동에 있는 공립 초등학교이다.

## 학교 연혁
- 1991-09-01 초대 이대영 교장 부임
- 1991-09-01 대구용지국민학교 개교(30학급, 1080명)
- 1992-09-01 교가 제정 승인
- 1993-02-19 제1회 졸업식(466명)
- 1994-11-02 자원 인사 초빙 특활 영어 시범학교
- 1996-03-01 대구용지초등학교로 개명
- 2000-03-01 대구광역시교육청 지정 특기-적성교육 시범학교
- 2004-12-31 전국 100대 교육과정 우수 학교
- 2008-03-01 대구교육대학교 대용부설초등학교 시지정(~2011년 2월 28일)
- 2008-03-01 창의성교육 인증학교 지정(~2010년 2월 28일)
- 2011-03-01 제9대 김경숙 교장 부임
- 2011-03-01 대구광역시교육청 지정 영어체험교실 정책연구학교(~2012년 2월 29일)
- 2011-03-01 영어체험교실 및 민간참여 컴퓨터실 구축
- 2012-02-17 제93회 전국동계체육대회 아이스하키 단체전 은메달
- 2012-11-06 학부모 학교 참여 우수사례 공모(교육과학기술부장관)
- 2012-12-21 주제가 있는 학교특색경영 공모 우수(교육감)
- 2012-12-24 동부학생 3운동 및 예절교육 실천사례 발표대회 최우수(교육장)
- 2013-01-03 2012학년도 학교평가 최우수
- 2013-02-15 제21회 졸업식(289명)
- 2013-02-15 제94회 전국동계체육대회 빙상 소트트랙 2000M릴레이(4년 장성우) 금메달
- 2013-02-20 제94회 전국동계체육대회 아이스하키 단체전 동메달
- 2013-03-01 47학급 편성
- 2013-12-31 학교평가 우수
- 2014-02-14 제22회 졸업(239명)
- 2014-02-27 제95회전국동계체육대회 아이스하키 단체전 동메달
- 2014-03-01 쇼트트랙 2000M 금메달1개, 2000M 릴레이 금메달 2개 씽크로나이즈드 스케이팅 금메달 1개 제95회 전국동계체육대회 아이스하키 단체전 동메달 획득
- 2014-03-01 46학급 편성
- 2014-03-01 제10대 신경화 교장 부임
- 2014-04-25 2014년 두드림학교 선정
- 2014-05-02 흡연예방등 약물오남용 예방 사업비 지원학교
- 2014-07-18 매체 과다사용 예방 가족캠프 운영학교
- 2014-09-05 학교폭력 제로학교 1차
- 2014-12-06 청렴 향상 의지 평가 매우 우수교
- 2014-12-24 학교폭력 제로학교 2차
- 2014-12-31 범국민 폐휴대폰 모으기 우수학교 환경부장관 표창
- 2014-12-31 학교특색경영 우수 학교 교육감 표창
- 2015-01-04 강원도컵전국아이스하키대회 동메달 수상
- 2015-02-13 제23회 졸업(202명)
- 2015-03-01 96회 전국동계체전빙상부분 (금3,동1)
- 2015-03-01 46학급 편성
- 2015-03-01 대구교육대학교 대용부설초등학교 시지정(∼2018.02.28)
- 2015-05-29 흡연예방 등 약물오남용 에방사업비 지원학교(심화형)선정
- 2015-11-12 순환자원거래소 활성화 캠페인 대상(환경부장관상),우수교육프로그램부문 최우수상(교육부장관상) 수상
- 2015-11-23 동부인사 3운동 우수사례 표창
- 2015-11-30 2015학년도 야영수련활동 우수학교
- 2015-11-30 2015 초등 꿈·끼 탐색주간 운영 우수학교
- 2015-12-04 세대공감편지쓰기 장려상(경북지방우정청장)
- 2015-12-15 교육복지우선지원사업 우수사례 표창, 성과평가 우수
- 2015-12-31 2015년 청렴도 향상 의지 평가 최우수
- 2015-12-31 주제가 있는 학교 특색 경영 최우수상
- 2016-02-04 제24회 졸업식(230명) - 졸업생 총수(9,150명)
- 2016-03-01 43학급 편성

## 참고 자료
- 대구용지초등학교 - 한국교육학술정보원 학교알리미